# Saint-Martin (Brest)
Pour les articles homonymes, voir Quartier Saint-Martin.
Saint-Martin est le nom des quartiers du centre-ville de Brest, au nord du cœur historique de Brest rive gauche, Brest même (sur la rive gauche de la Penfeld). Le quartier doit son nom à son église, l’église Saint-Martin. On parlait jusque-là du quartier de l’Annexion, comme le quartier fut construit sur des terres de Lambézellec, à l’époque commune voisine. Ces terres furent acquises par Brest au milieu du XIXe siècle, alors que la place dans Brest, ville ceinturée par des remparts jusqu'à la Reconstruction, venait à manquer. Saint-Martin fut peu touché par les bombardements de la Seconde Guerre mondiale, et a vu son tissu urbain datant principalement du XIXe siècle bien préservé contrairement au cœur historique de Brest.
Aujourd’hui, Saint-Martin est un quartier de 6 000 habitants s’apparentant à un village dans la ville, construit autour de ses halles et de son église. Avec sa forte population estudiantine, le quartier fut un temps surnommé le « quartier latin » de Brest. Saint-Martin est aussi un quartier à la forte vitalité artistique et possède ainsi un centre d'art très actif, le Centre d'art contemporain Passerelle et chaque année, au printemps, est organisée la Foire aux Croûtes, marché annuel de l'art du quartier Saint-Martin.

## Historique de Saint-Martin
En ce début de XIXe siècle, les faubourgs de Brest situés sur le territoire de la commune de Lambézellec qu'étaient Kerabécam, Coat-ar-Gueven et leurs proches environs comptaient environ de 1 700 personnes, par opposition avec la population du bourg de Lambézellec qui ne regroupait que 400 habitants. Cet ensemble urbain composite que constituait ces faubourgs, contrastait avec le bourg de Lambézellec jusqu'à dans la langue, qui était bretonne pour ce dernier, alors qu'elle tendait à être française pour ces premiers, à l'image de Brest même. L'évolution urbaine de ces faubourgs s'appuyait essentiellement sur ce qui allait devenir son axe principal, à savoir l'ancien Grand Chemin de Landerneau qui prit le nom de  Rue de Paris, actuelle Rue Jean-Jaurès (et toujours rue de Paris, au-delà de la place de Strasbourg).
Par la loi du 4 mai 1861, Brest annexe 172 hectares de la commune de Lambézellec. Le quartier sera dénommé pendant un temps « l’extension » ou « l'annexion ». On doit l’organisation de « l'annexion » au plan régulateur du quartier Bel-Air réalisé à partir de 1862 et approuvé en 1869. Le quartier se présente donc comme une trame orthogonale, avec en son cœur, la future église Saint-Martin - qui donnera son nom au quartier - et ses halles. 
Joindre Saint-Martin et le cœur historique de Brest, Brest même, séparés par les remparts de la vieille ville, fut imaginé dès le début XXe siècle. Le plan de Georges Milineau élaboré en 1929 prévoyait déjà la suppression des remparts. Finalement, c'est après la Reconstruction que fut décidé par Jean-Baptiste Mathon, l’urbaniste en chef, la suppression des fortifications et la jonction de faite entre les deux parties de la ville.
Il est à noter que Saint-Martin fait partie du quartier administratif de Brest-centre. De plus le quartier est protégé par une ZPPAUP depuis les années 2000.

## Patrimoine et lieux
Le quartier de Saint-Martin possède un patrimoine assez riche en ce qui concerne le bâti datant de la seconde moitié du XIXe siècle et du début du XXe siècle. Du fait que le quartier fut peu touché par les destructions liées à la Seconde Guerre mondiale, son tissu urbain fut bien préservé. Le contraste avec le centre-ville reconstruit de 1950 à 1970 dans un style moderne sur les ruines de l'intra-muros Brest même, est formel, tant par le style architectural que par la diversité. Si la plupart des immeubles restent de caractéristiques assez simples du néo-classicisme de la seconde moitié du XIXe siècle, sans ornementation - à l'instar des immeubles du quartier de Recouvrance - les nombreuses bâtisses bourgeoises de Saint-Martin qui rythment le quartier, sont quant à elles d'architecture éclectique, parfois influencée par l'Art nouveau. On remarquera une présence très significative dans le quartier de l'Art déco à oriels au style non ornementé typiquement brestois.
Une opération d'urbanisme récente a permis la réhabilitation du quartier de Saint-Martin. Elle consistait notamment à rénover les façades et ajouter des volets pour rendre leur aspect d'origine aux immeubles du quartier. L'apport de la couleur sur les façades du quartier est également une démarche pour rendre ce quartier plus attrayant. Le taux de taudification de cet espace a ainsi récemment diminué de manière significative.

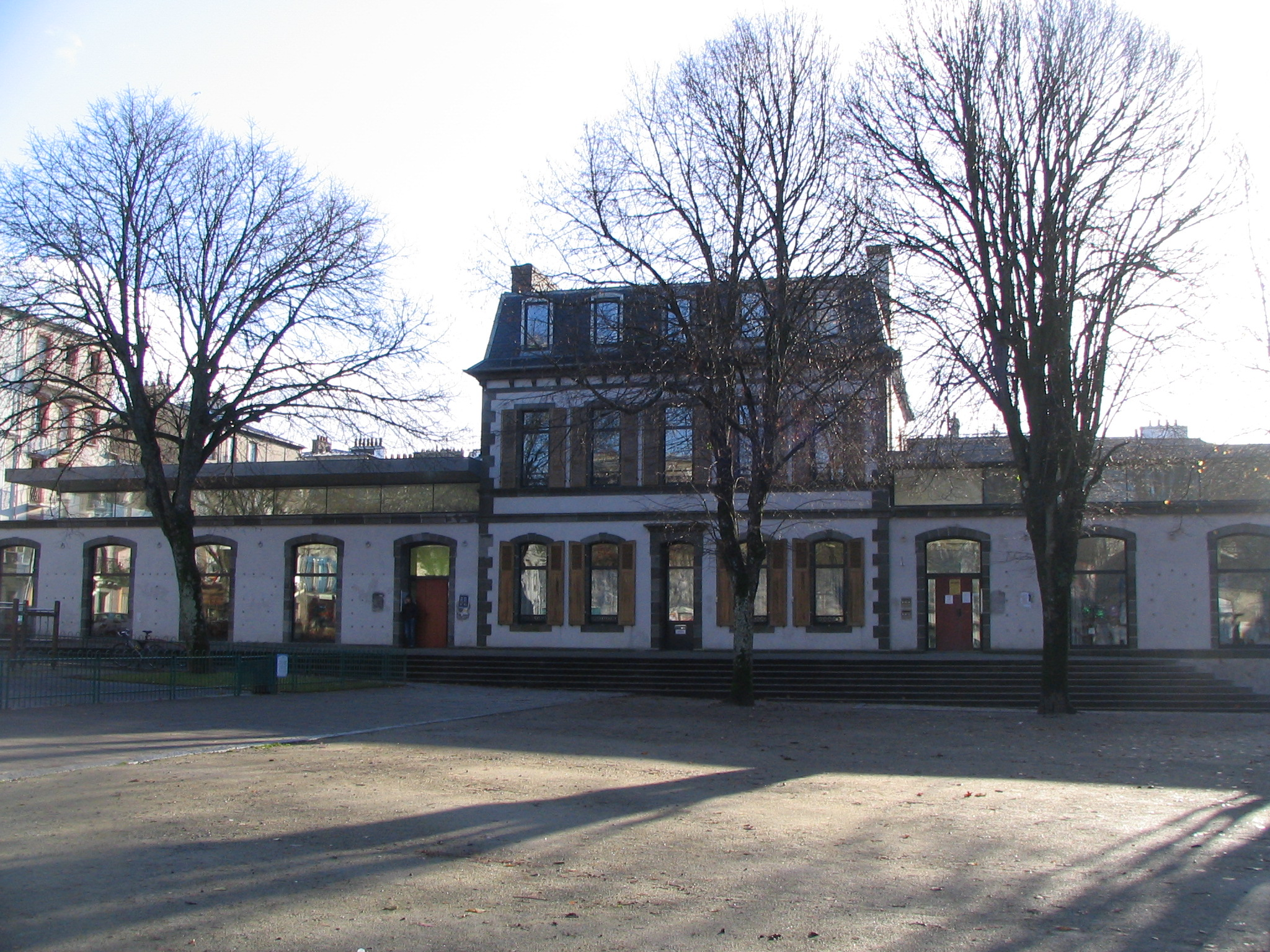
La place Guérin où tous les ans, la Foire aux Croûtes est organisée, marché de l'art du quartier Saint-Martin
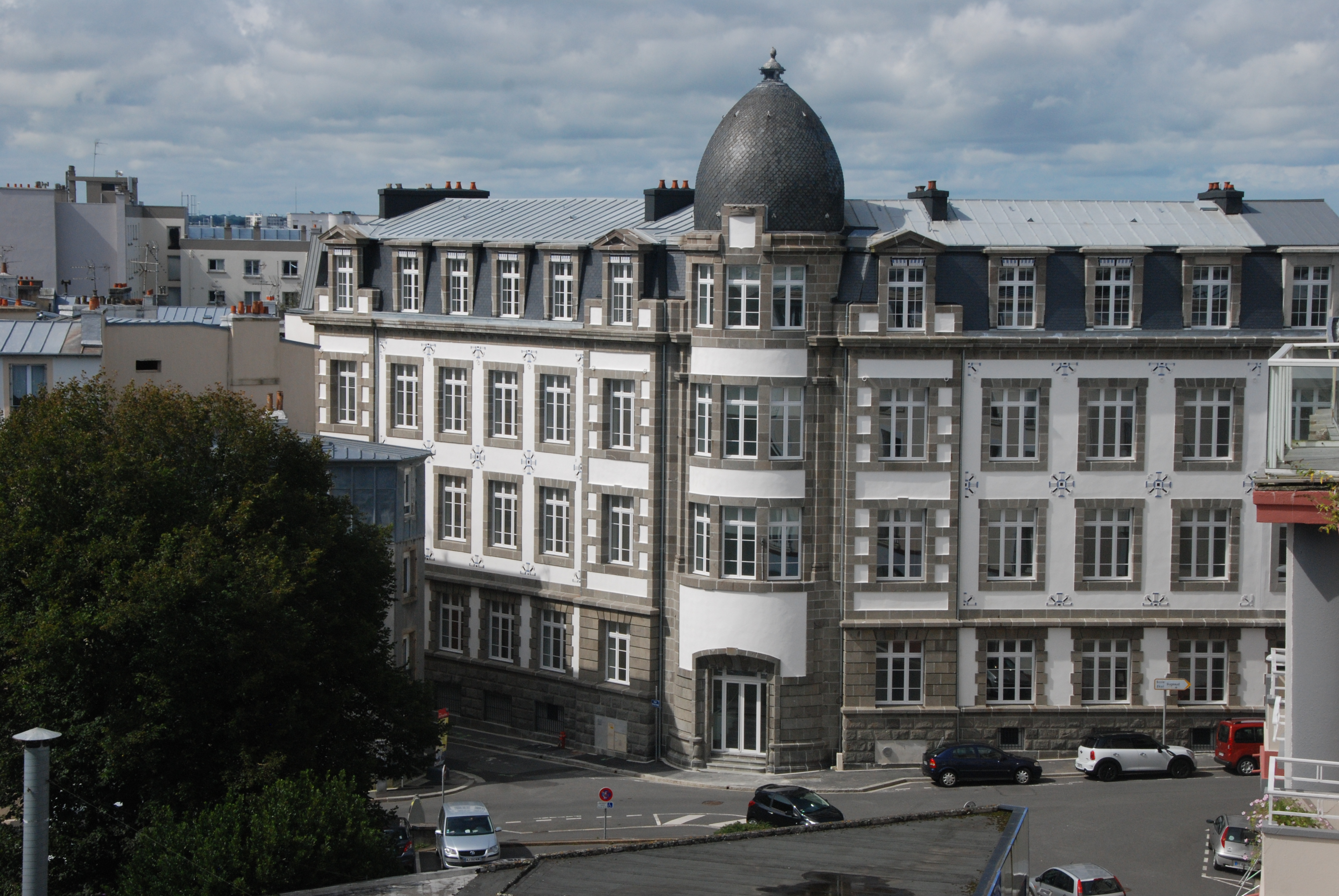
L'immeuble Proudhon, un bâtiment remarquable du quartier.
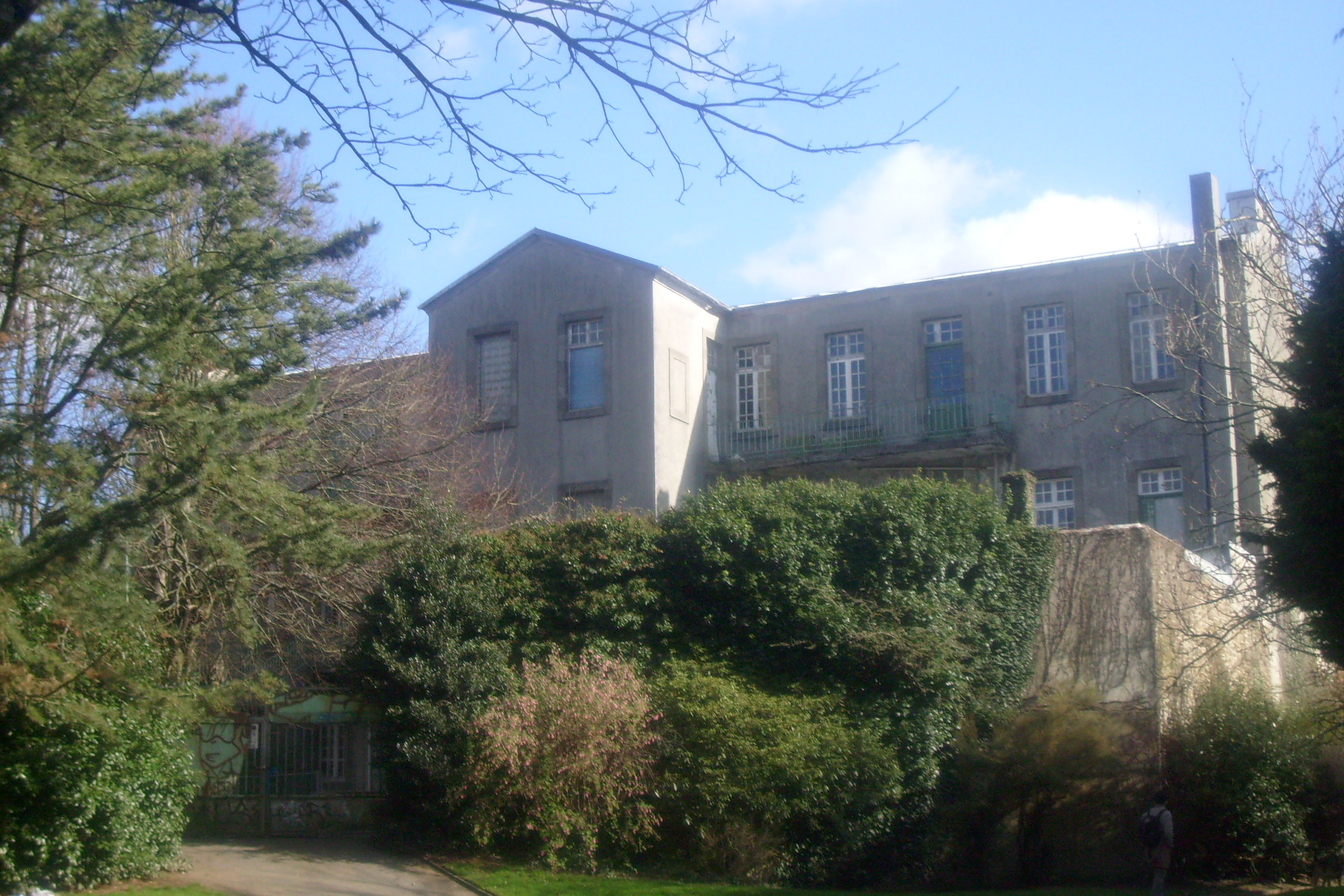
L'ancienne école Saint-Martin, aujourd'hui démolie.

### Cimetière Saint-Martin
Construit en 1794, le cimetière Saint-Martin est le plus ancien cimetière de Brest encore existant. Il a été établi en dehors des murs de la ville et les premiers travaux de clôture datent du début du XIXe siècle. Le cimetière présente un intérêt historique, notamment du fait des personnalités qui y sont inhumées, parmi lesquelles :
- Christophe-Paulin de La Poix de Fréminville, dit Chevalier de Fréminville[8] ;
- Roparz Hemon[8] ;
- Léocadie Hersent-Penquer[8] ;
- Théobald de Lacrosse[8] ;
- Marie Lenéru[8] ;
- Prosper Levot[7] ;
- Albert Louppe[8] ;
- Jean Jacques Étienne Lucas[8] ;
- Pierre Péron[8] ;
- Auguste Salaün-Penquer[8].

### Place Guérin
La place Guérin fut construite en 1888 et baptisée du nom de François Théodore Guérin (en 1801 à Brest — 9 février 1886), lieutenant de vaisseau et bienfaiteur, avant même que la construction de la place ne soit mise en œuvre.
Les constructions d'immeubles de la place commencèrent après la guerre de 1870.

### Église Saint-Martin
48° 23′ 43,17″ N, 4° 28′ 49,42″ O
La décision de construire une nouvelle église pour les habitants de l’Annexion, quartier récent, date de 1861 ; l’édifice sera construit entre 1865 et 1877 dans un style néo-roman et néogothique par les architectes Édouard Deperthes et Jourdan de la Passardière. À l’occasion de son inauguration, l’évêque de Quimper et de Léon la nomma Saint-Martin en l’honneur d'Hyacinthe Martin Bizet, maire de Brest. Le quartier l’Annexion prendra le nom de Saint-Martin par la suite. Les vitraux modernes des fonts baptismaux sont l’œuvre de Jean Le Moal. Le nouvel autel est édifié sur les dessins de Dom de Laborde et consacré le 24 novembre 1956[réf. nécessaire].

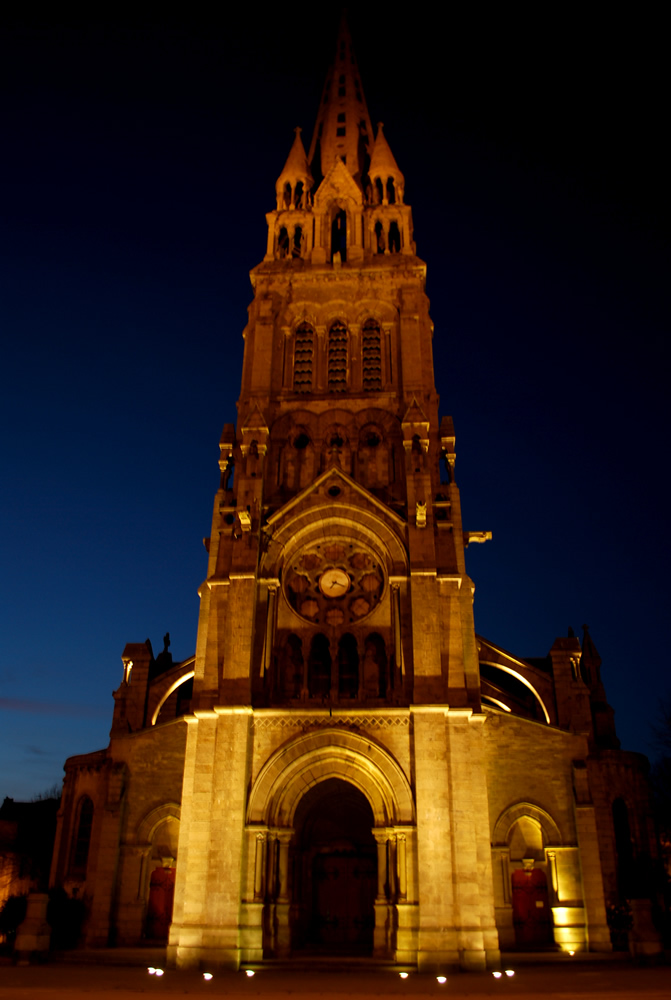
Église Saint-Martin la nuit
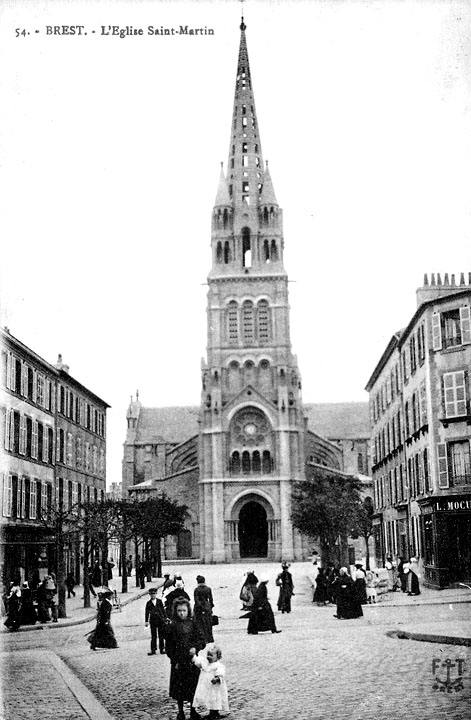
Église Saint-Martin au début du XXe siècle vue de l'actuelle rue Jean-Jaurès
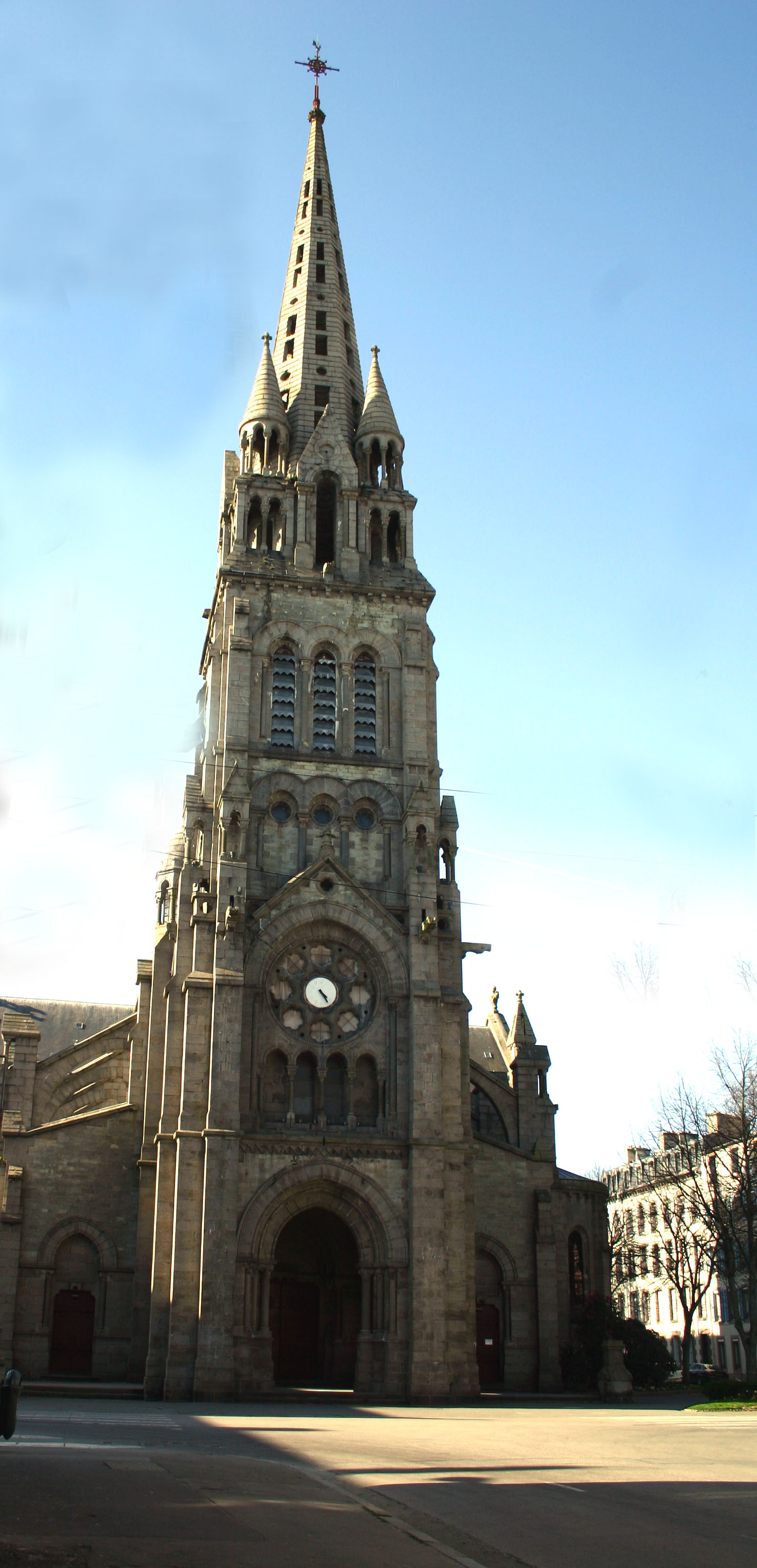
Église Saint-Martin de nos jours
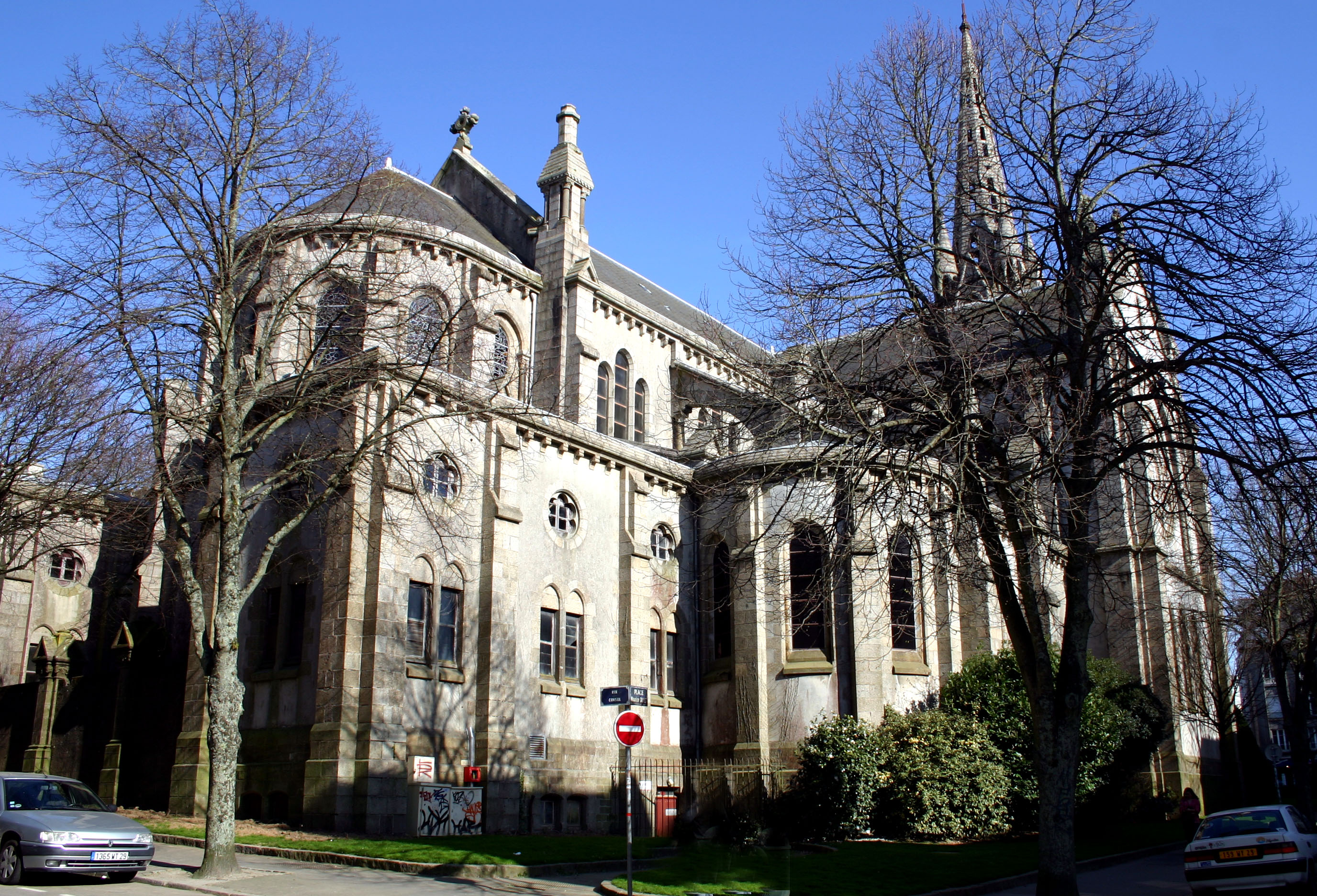
Église Saint-Martin vue de l’arrière

### Halles Saint-Martin
Les halles furent construites en 1870 et conçues par l'architecte Édouard Deperthes. C'est un édifice typique du style civil néo-classique du XIXe siècle,. 

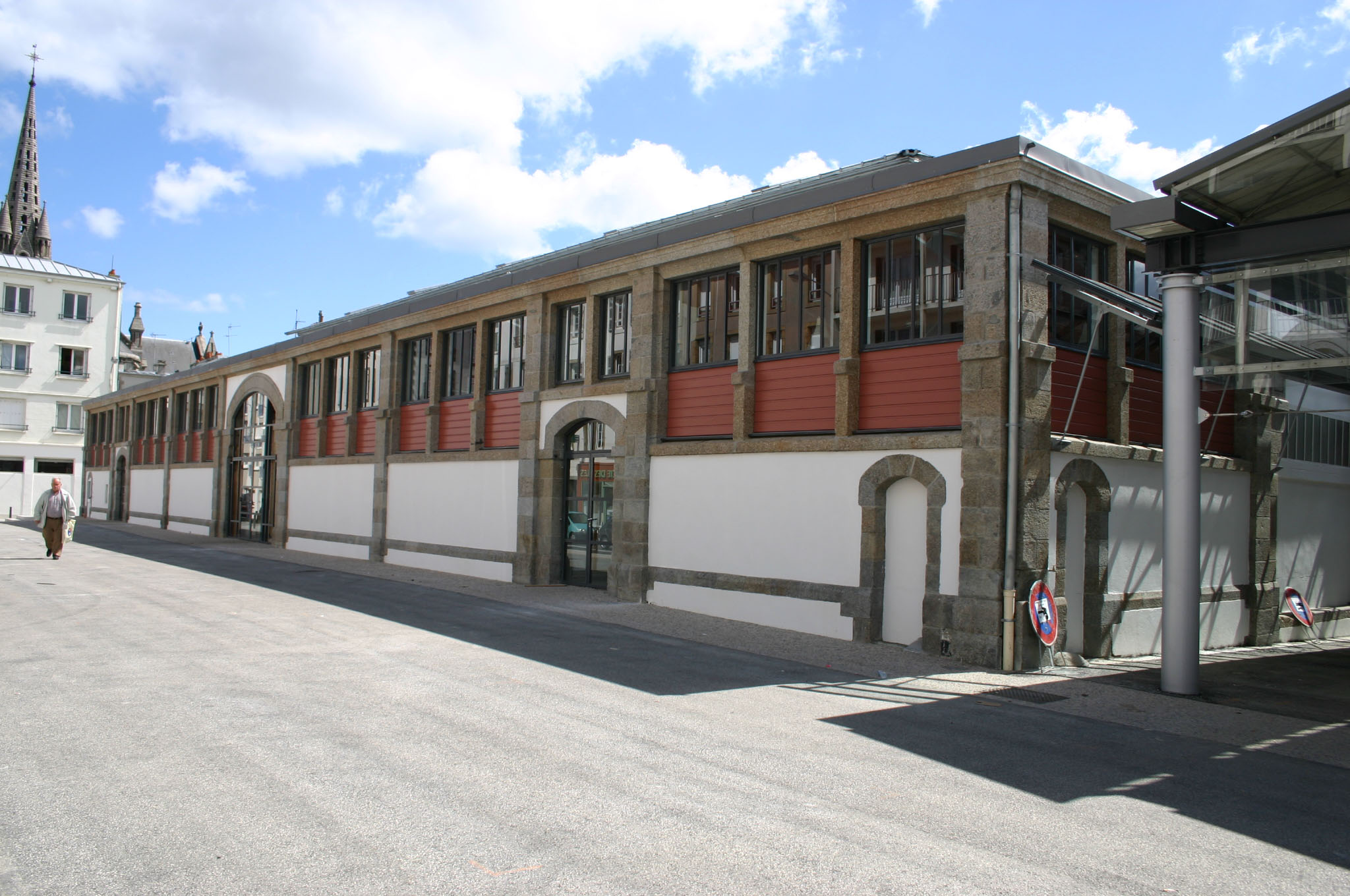
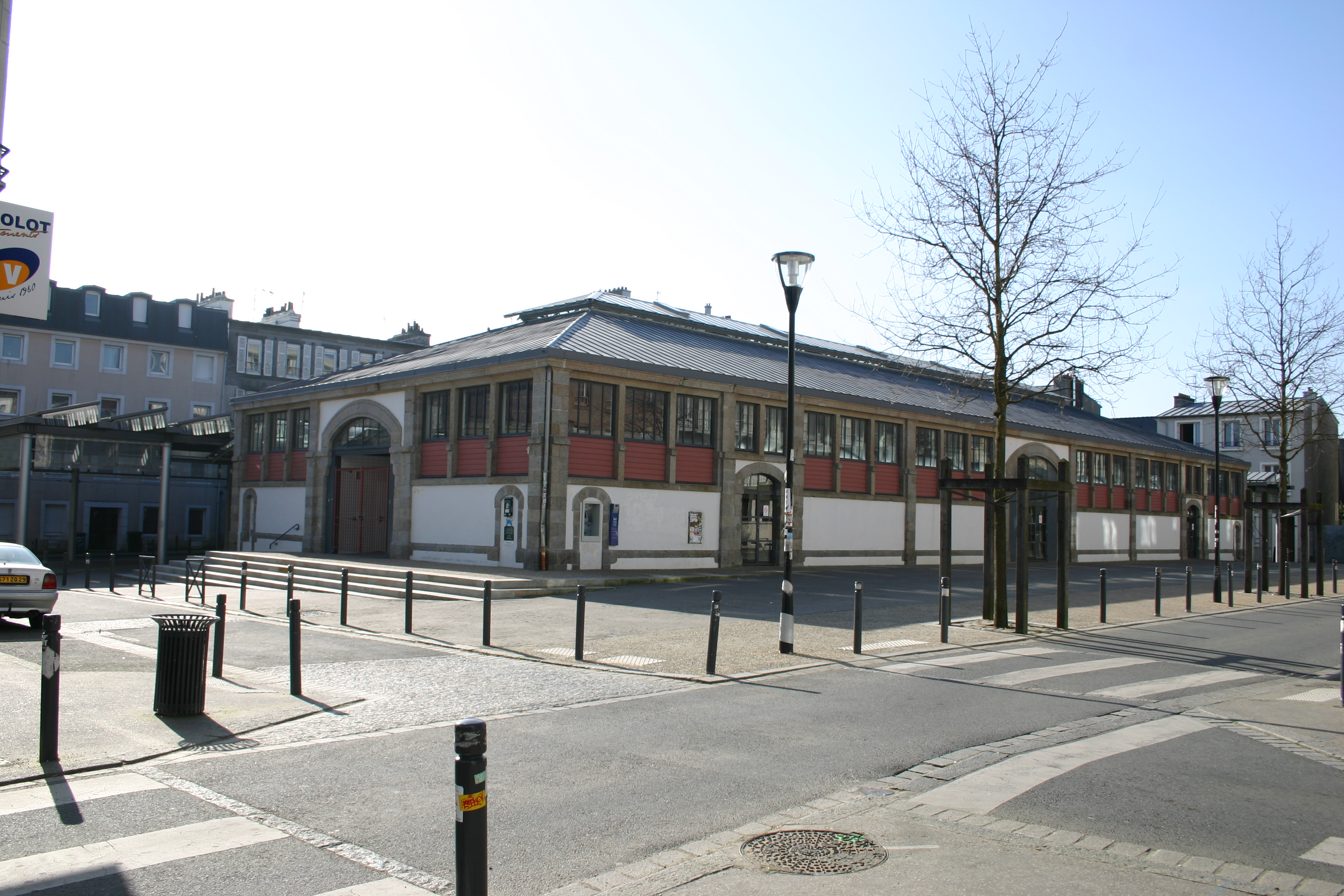
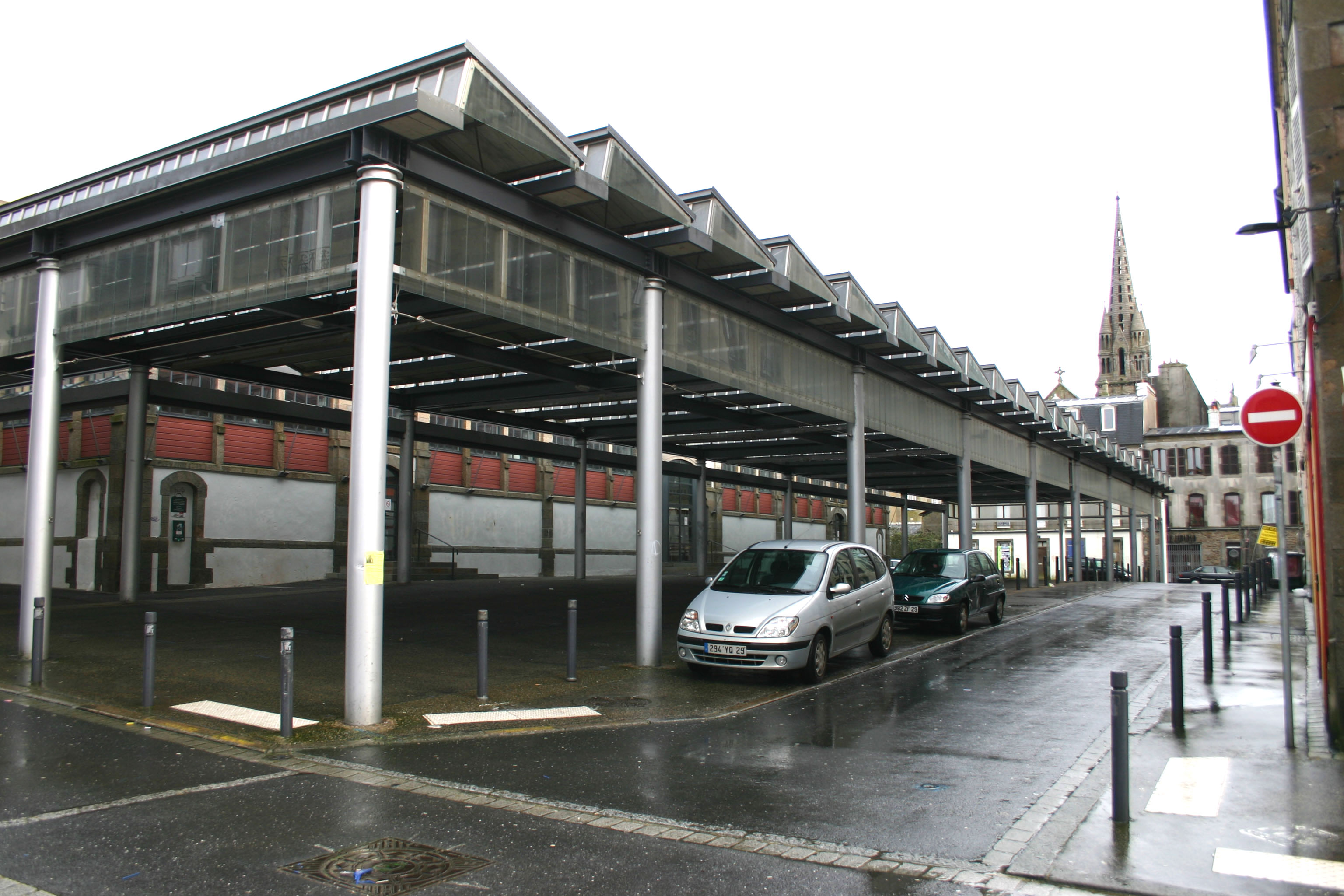

## Personnalités liées à Saint-Martin

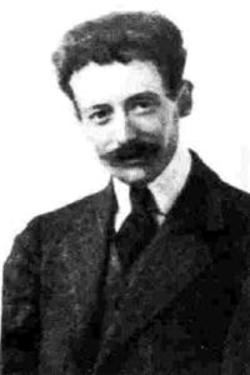
Victor Segalen.

Victor Segalen naquit à Saint-Martin, au 17 rue Massillon. Une plaque sur la façade de cette maison lui rend hommage.
Marie Lenéru est enterrée dans le carré 12 du cimetière Saint-Martin.

## Transport
Ce quartier historique est desservi par les transports du réseau bibus en commençant par la ligne A du tramway puis par les lignes de bus 1, 2A, 3, 12, 13 et 19 et en 2026 la ligne D (BHNS)  